# Музыкант, Юрий Александрович
Юрий Александрович (Ша́евич) Музыкант (7 апреля 1900, Петербург, Российская империя — 3 октября 1962, Ленинград, СССР) — советский киноактёр, кинорежиссёр и сценарист.

## Биография
Родился 7 апреля 1900 года в Петербурге в семье золотых и часовых дел мастера Шаи Пейсаховича (Александра Павловича) Музыканта (?—1916); имел младшего брата Рафаила Музыканта. Семья жила на Казанской улице, дом 45, затем на Разъезжей улице, дом 7. С 1911 по 1919 год проходил обучение в трудовой школе, после его окончания в 1919 году поступил в Военно-медицинскую академию, которую он окончил в 1922 году, в том же году поступил на актёрское отделение Института экранного искусства в Ленинграде, который он окончил в 1924 году. В кинематографе с 1928 года, сначала в качестве актёра, впоследствии перешёл на режиссуру и сценаристику. 
Скончался 3 октября 1962 года в Ленинграде, похоронен на Преображенском еврейском кладбище.

## Фильмография

### Актёр
- 1934 — Наследный принц республики

### Режиссёр
- 1928 — Третья жена муллы
- 1937 — За Советскую Родину + сценарист
- 1939 — Аринка
- 1952 — Разлом
- 1957 — Всего дороже
- 1958 — Пучина
- 1959 — Достигаев и другие
- 1960 — Эзоп + сценарист

### Сценарист
- 1929 — Бунт бабушек